# Kåtatjärnen (Norsjö socken, Västerbotten)
Kåtatjärnen är en sjö i Norsjö kommun i Västerbotten och ingår i Skellefteälvens huvudavrinningsområde.